# José María Moreno de Guerra
José María Moreno de Guerra y Navarro (La Rambla, Córdoba, 5 de septiembre de 1777 - travesía Alvarado-Liverpool, 10 de marzo de 1826) fue un político liberal, periodista y escritor español. 

## Biografía
Fue hijo de Antonio Moreno de Guerra y Tamariz (Arahal, Sevilla, 1755 - 22 de noviembre de 1826) y de Isabel Teresa Navarro del Río. Su padre, Antonio, fue nombrado Regidor perpetuo de La Rambla (Córdoba), 
José María fue el mayor de ocho hermanos y por ello fue heredero de ricos mayorazgos en Sevilla y Córdoba. Fue, además, Caballero de la Real Maestranza de Caballería de Ronda. Estudió primeras letras, latinidad y humanidades en el Colegio de Archidona de Málaga, filosofía en el San Pelagio de Córdoba y Jurisprudencia en el de San Miguel en Granada, siendo abogado de los Tribunales de la Nación.
Estuvo viviendo durante un tiempo en Madrid, para seguir los pleitos que afectaban a su familia. Tras esto regresó a La Rambla para hacerse cargo de la administración del patrimonio familiar, dedicándose a la explotación de sus propiedades y al comercio de aceite y vino. Se casó en Cádiz (1808) con Josefa Macé y Lasquetty, heredera de los mayorazgos de Handriex y Duque. Josefa era hija de Juan Nepomuceno Macé y Handriex, Capitán de las Milicias Urbanas de Cádiz y Académico de Honor de la Bellas Artes, y de María del Carmen Lasquetty y Lasquetty. Josefa Macé era sobrina de Sebastián Lasquetty y Roy, I Conde de Casa Lasquetty.
Estando retirado en la Rambla, el levantamiento nacional le sacó de su retiro para ocuparse en la causa nacional, sirviendo su casa de la Rambla para organizar partidas, facilitando igualmente caballos, armas y víveres para los guerrilleros. Por ello se vio obligado a trasladarse a Cádiz, donde se mostró muy de acuerdo con las ideas liberales. Comenzó entonces a colaborar en varias publicaciones, entre ellas el Redactor General de España y Diario Mercantil de Cádiz; se oponía a la guerra contra los americanos, a los diezmos, a la Inquisición. Polemizó con el cura Fernando Jiménez de Alba y con el general Pedro Agustín Echevarri. Su liberalismo provocó que en el año 1814 fuese perseguido, apresado y sujeto a un proceso, en el que el fiscal le pidió la pena capital, que se vio reducida a la de seis años de castillo, por su carácter militar como caballero maestrante, y a una multa de 6000 duros. Estando en libertad bajo fianza en Cádiz, asistía a las reuniones políticas y de los masones, siendo Miembro del Soberano Capítulo y comisionado por este para atraer al general Sarsfield y promover el levantamiento del ejército de Andalucía. No obstante este movimiento fracasó, por lo que tuvo que exiliarse en 1818 a Gibraltar, donde se dedicó a componer e imprimir clandestinamente folletos revolucionarios para divulgarlos en España. 
Participó en la conjura de 1819 y pudo volver a España al restablecerse la Constitución de 1812, en el llamado Trienio Liberal. En ese mismo año de 1820 fue elegido Regidor del primer ayuntamiento constitucional de Cádiz y como tal se negó a reconocer la autoridad de los militares y los políticos que fueron nombrados desde Madrid. No obstante, poco después tuvo que abandonar su puesto de Regidor al ser elegido Diputado en las Cortes Generales para los años 1820-1822 donde reclamó para España una unión federal. Todos los escritos que hablan de su vida destacan su figura como liberal y su importancia en la lucha por los derechos y libertades de España, destacando por ello entre los diputados de su época. El 11 de julio de 1820 solicitó a las Cortes el perdón a los afrancesados. Partidario del librecambismo en Cataluña, defiende sin embargo a los consumidores. Su pensamiento se inspira en El contrato social de Rousseau.[cita requerida]
También fue miembro de la Sociedad Patriótica de Cádiz en abril de 1820 y vicepresidente de la Sociedad Patriótica de San Fernando en diciembre de 1820, y uno de los fundadores de la sociedad secreta de los caballeros comuneros o Comunería. Publicó un importante Manifiesto a la Nación española (Cádiz, 1822), que tuvo varias reediciones y traducciones. En él denuncia con valentía los problemas de España; luego viajó por Europa y fue expulsado de Austria. Miembro de la Sociedad Patriótica de Lacy (Barcelona, noviembre de 1822), fue redactor del Diario Gaditano entre 1821 y 1822. Durante la escisión de febrero de 1823, fue comunero revolucionario.
Con la vuelta del absolutismo en el año 1823 es desterrado a Canarias, estableciéndose posteriormente en a Gibraltar. El 2 de julio de 1823 dejó España y viajó a los Estados Unidos, llegando a principios de octubre a Nueva York, aunque su estancia fue muy breve, dado que partió el día 14 de aquel mismo mes con destino al puerto mexicano de Alvarado. En este tiempo estuvo en varias colonias españolas, que estaban inmersas en sus guerras emancipadoras, respaldando Moreno de Guerra su independencia.
Marcial Zebadúa, ministro de Relaciones Exteriores de las Provincias Unidas de Centroamérica, solicitó, en fecha 22 de marzo de 1824, a la Asamblea de aquella federación la designación como cónsul en Gibraltar del “liberal español José Moreno Guerra” y la concesión de los derechos de ciudadano. Se le nombró para que ocupase esa representación diplomática, pero la ciudadanía no se le otorgó en aquel momento, sino con posteridad. Fue uno de los primeros cónsules que nombró esta federación.
Tras su estancia por América retorno al Peñón, y participó de forma intensa en las conspiraciones de los españoles allí refugiados, encargándose, entre otros cometidos, de coordinar a los exiliados de Gibraltar y Tánger para una amplia sublevación en España. En 1824 se trasladó a Tánger, portando los planes gestados en el exilio gibraltareño por masones y comuneros para el desembarco en las costas de Andalucía de liberales desterrados que propiciase una insurrección general contra Fernando VII, financiando la operación con su patrimonio y con el de varios de sus amigos gibraltareños. En julio de 1824 volvió a Gibraltar y poco después los liberales tomaron Tarifa proclamando la Constitución de 1812 y dando inicio al levantamiento en otros lugares. Sin embargo, las tropas de Fernando VII pusieron fin con rapidez a la sublevación.
Su significativo papel en la rebelión liberal de Tarifa llegó al punto de publicarse que los insurrectos habían planeado la creación de una regencia de tres miembros de la que formarían parte él mismo y Romero Alpuente. A continuación, dado que la sublevación partió de Gibraltar, el gobernador ordenó la salida de la colonia de todos los revolucionarios españoles con la excusa de que abusaban del asilo con expediciones como la de Tarifa.
Tras esto se asienta en Tánger, junto a otros liberales, continuando sus labores intentando restaurar el periodo liberal en España. No obstante la presión del Rey español se fue haciendo cada vez más intensa. Desde diciembre de 1825, Fernando VII y su cónsul en Tánger, Briarly, insistieron al sultán con mayor firmeza para que la expulsión de los exiliados españoles de Marruecos fuera inmediata, ofreciéndole armas y vehículos. A esto respondió Moreno de Guerra hipotecando sus propios bienes para ofrecérselos al sultán para que le permitiera quedarse.
Finalmente, el 24 de febrero de 1826 parte en un barco desde Tánger camino de Inglaterra, decisión en la que influyó la cada vez más inestable estancia de los exiliados españoles en Marruecos, temerosos de su expulsión e incluso de su entrega a las autoridades absolutistas españolas, y sobre todo su intención de que el gobierno británico le reconociera como cónsul centroamericano en Gibraltar, con lo cual lograría la protección diplomática necesaria para permanecer en el Peñón conspirando contra Fernando VII.
Pero no pudo continuar con su misión, pues falleció el 10 de marzo de 1826 durante la travesía a Inglaterra, a la edad de 48 años. Su muerte se produjo en unas extrañas circunstancias que hicieron sospechar de la intervención del largo brazo exterminador de Fernando VII, y de hecho en el mismo año de su muerte fue condenado en España a la pena de muerte y a la confiscación de sus bienes por su participación en el pronunciamiento de Riego de 1820 en San Fernando y Las Cabezas de San Juan.